# أحمد الأخضر غزال
أحمد الأخضر غزال ولد في 30 أكتوبر 1917 في عين الشكاك وتوفي في 13 نوفمبر 2008 في الرباط، هو مستعرب وباحث مغربي.

## حياته
ولد أحمد لخضر غزال من أب جزائري وأم مغربية ابنة القائد عبد الرحمن العياشي الذي امتدت سلطته على منطقة فاس، وكان عضوا في أكاديمية المملكة المغربية ومدير معهد الدراسات والبحوث حول التعريب.
في عام 1939، مع بداية الحرب العالمية الثانية، تم تعبئته من قبل الجيش الفرنسي للقتال مع الحلفاء.
بعد دراسته الابتدائية في مدرسة أبناء الأعيان والدراسات الثانوية في إعدادية مولاي إدريس بفاس، حصل على البكالوريا في الثانوية المختلطة بفاس عام 1937، ثم شهادات فقه اللغة والدراسات العملية عام 1938 في ثانوية غورو في الرباط. في إجازة غير محدودة بعد هزيمة فرنسا في عام 1940، استأنف دراسته في ثانوية غورو في الرباط وفي معهد الدراسات العليا المغربية وحصل على شهادة اللغة العربية الكلاسيكية. في نهاية الحرب، استأنف دراسته في جامعة السوربون بباريس، حيث حصل على دبلوم سلك التبريز في اللغة العربية عام 1950. وعُين في الجزائر العاصمة عام 1950 حيث بدأ مهنته في التدريس. وعاد إلى الدار البيضاء في عام 1953.
اهتم البروفيسور أحمد لخضر غزال في وقت مبكر جدًا بإشكالية اللغة العربية خلال دراسته التبريزية في جامعة السوربون. كان السؤال الأول مرتبط بالمطبعة، التي اخترعها غوتنبرغ (أو أعيد ابتكارها) عام 1450. تم نقل اختراع الحروف المعدنية المتحركة المنقولة للطباعة التيبوغرافية من العربية مع إدخال قرون من التعديلات بسبب الناسخين، خلال الإمبراطورية العثمانية. يعتمد إصلاح المطبعة التي قام بها على مفهوم الحرف والشكل والصوت واعتبار حروف العلة في اللغة العربية كأحرف في حد ذاتها وليس كعلامات تشكيل. قدم أول براءة اختراع لإصلاح الطباعة في عام 1954 وفي عام 1959 قدم الآلة الكاتبة الأولى للملك محمد الخامس. أدى إصلاح الطباعة هذا في عام 1976 إلى نظام نوع يسمى ترميز الحروف العربية القياسية.
وفي الوقت نفسه، قاد حملة لمحو الأمية من خلال إنشاء «العصبة المغربية للتربية الاساسية ومحاربة الامية» المكونة من نفسه، مليكة الفاسي ومحمد بنزيان وعبد السلام بن عبد الجليل ومحمد سرغيني وعبد الرحمن صياح، ودكتور جبلي، والتي لاقت نجاحا في ذلك الوقت.
في عام 1960، ساعد في إنشاء معهد الدراسات والبحوث للتعريب، الذي عين فيه مديرًا بظهير ملكي.
في عام 1982، أدخل الحروف العربية في علوم الكمبيوتر باستخدام نظام الترميز العربي الموحد / النموذج النهائي CODARU / FD الذي أدى إلى معيار ISO 9036 و ASMO 969، المستخدم اليوم في جميع أنحاء العالم.
و عمل كذلك على تطوير منهجية تحديث اللغة العربية لتكون لغة علمية وتكنولوجية بفضل مستوى التعريب، مما سمح له بعد ذلك بتطوير مشاريعه وتكييف الأحرف العربية في القمر الصناعي عرب سات.

## مؤلفاته
- المنهجية العامة للتعريب المواكب [4]
- معجم الرصيد اللغوي [5]